# Cengage
Cengage là một công ty nội dung giáo dục, công nghệ và dịch vụ dành cho giáo dục đại học, K-12, chuyên nghiệp và thị trường thư viện toàn cầu. Nó có hoạt động tại hơn 20 quốc gia trên toàn thế giới.

## Thông tin công ty
Công ty có trụ sở ở Boston, Massachusetts, và có khoảng 5.000 nhân viên ở gần 38 quốc gia trên toàn thế giới. Trụ sở chính nằm tại văn phòng ở Stamford, Connecticut đến thời điểm tháng 4 năm 2014.